# Eriocnemis godini
Eriocnemis godini là một loài chim trong họ Trochilidae có thể còn tồn tại ở Ecuador và Colombia.
Dựa vào một số ít các mẫu vật được biết đến, loài chim có tổng chiều dài 10–11 cm. Bộ lông của chim trống chủ yếu là màu xanh lá cây với màu ngọc lam ở cổ họng. Cả hai giới đều có lông dưới đuôi màu xanh da trời tím và mỏ thẳng màu đen. Phần trên lưng và phần chính của các phần dưới có màu xanh lá cây vàng kim lung linh ở chim trống. 

## Tranh luận phân loại
Loài này là một chủ đề của một cuộc tranh luận phân loại, ít nhất một phần do tình trạng của chúng và vài mẫu vật được biết đến. Graves (1996) cho rằng nó có thể là một lai giữa E. vestita và một loài Eriocnemis không xác định, trong khi Ridgely (2001) đề nghị để xem nó như là phân loài của E. vestita.